# Вулиця Городницька (Львів)
Ву́лиця Городни́цька — вулиця в Шевченківському районі Львова, в місцевості Замарстинів. Починається від вулиці Замарстинівської (неподалік від перехрестя з вулицею Липинського) і простягається на північний схід до вулиці Промислової. Довжина вулиці — близько 1,3 км. Прилучаються вулиці Квітова, Тучапського, Бориса Тена, Сінна, Весняна, Заповітна, Богдана Януша та Бетховена

## Історія
Вулиця виникла наприкінці XIX століття, не пізніше 1903 року отримала назву Огородницька(пол. Ogrodnicka), адже мешканці цієї місцевості займалися городництвом і садівництвом. У роки нацистської окупації, з 1943 року по липень 1944 року мала назву Гартнерґассе. За радянських часів, у 1946 році назву уточнили на Городничу. У 1993 році затверджено сучасний варіант назви.
У другій половині XX століття до Городницької приєднали вулицю На Ґабріелівці.
У 2011 році західна частина Городницької (приблизно половина всієї протяжності вулиці) була капітально відремонтована: укладено нове асфальтне покриття, облаштовано тротуари та пішохідні переходи.

## Забудова
Західна частина вулиці забудована переважно приватними домами, є також невелика кількість дво- і триповерхових будинків на кілька квартир, зведених у 1950-х роках. Східна частина — від перехрестя з вулицями Бетховена і Богдана Януша до вулиці Промислової — пролягає через промислову зону та невеликі пустирі. Цей відтинок вулиці (в тому числі проїжджа частина) перебуває у занедбаному стані.
Будинок № 5 — двоповерхова чиншова кам'яниця, зведена у 1890-х роках. Одноповерхові будинки № 4, № 17, № 19 і № 29 — зразки типової приміської забудови межі XIX—XX століть. Будинок № 26 зведений у стилі сецесії. Будинки № 31 і № 52 зведені у міжвоєнний період.
Під № 7 у 1950-х роках розташовувався миловарний завод, під № 49 у радянський період діяла львівська фабрика перо-пухового виробництва.

## Деякі підприємства і державні установи
- Санітарно-епідеміологічна станція Шевченківського району
- Природоохоронна прокуратура Львівської області
- Автобаза — ВАТ «ЛАТП-14630»

## Фотографії

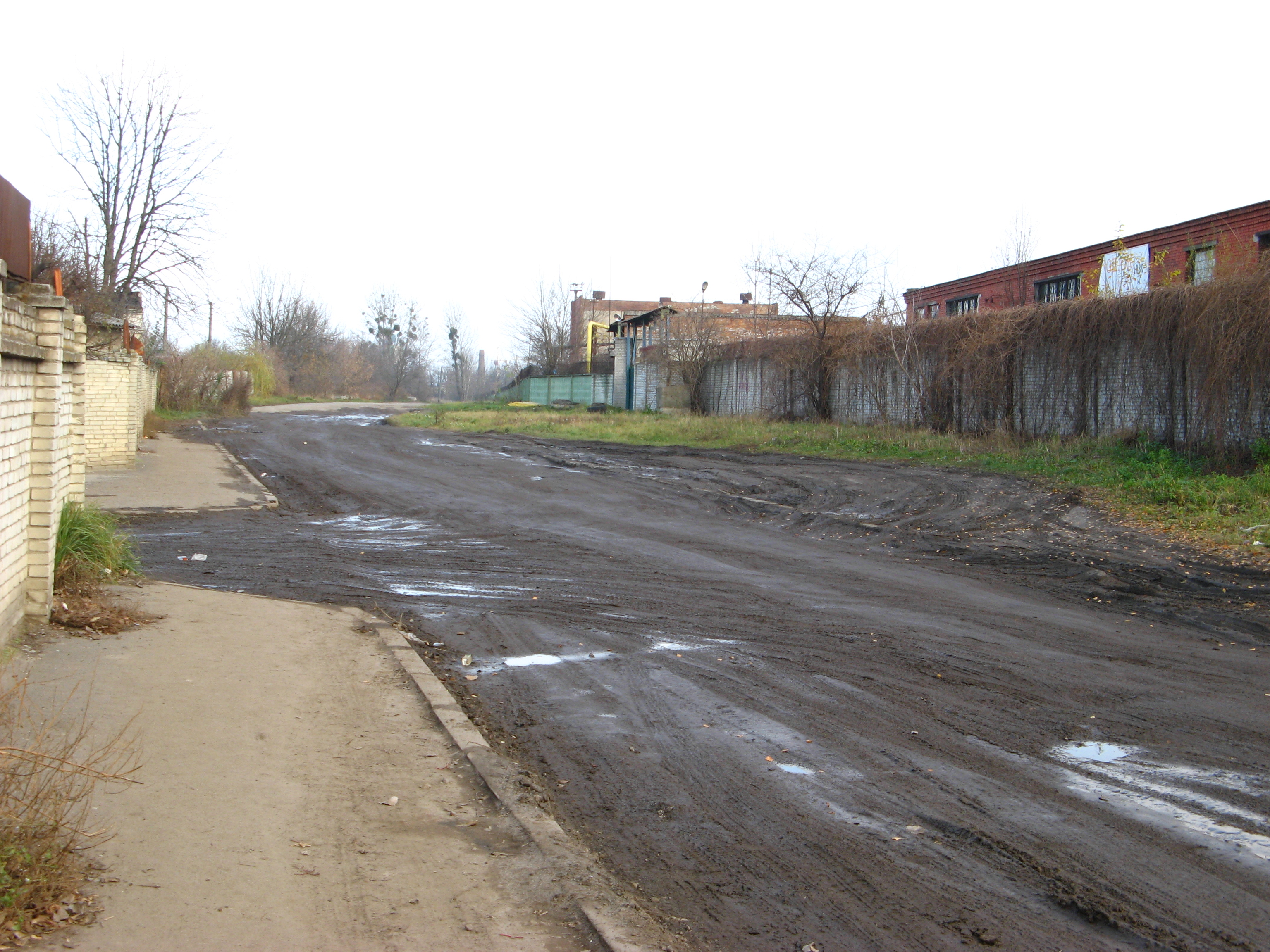
Східна частина вулиці
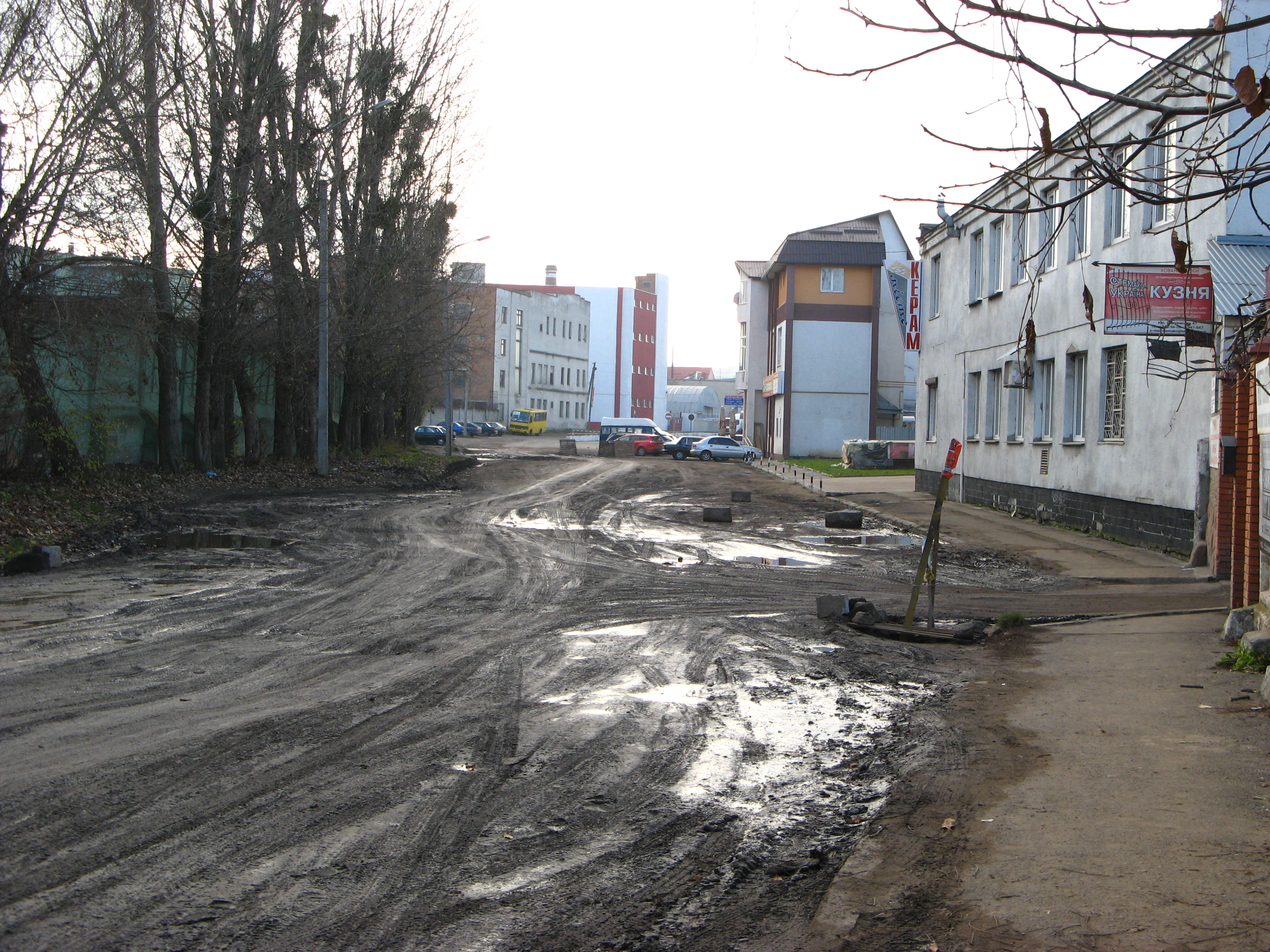
Східна частина вулиці
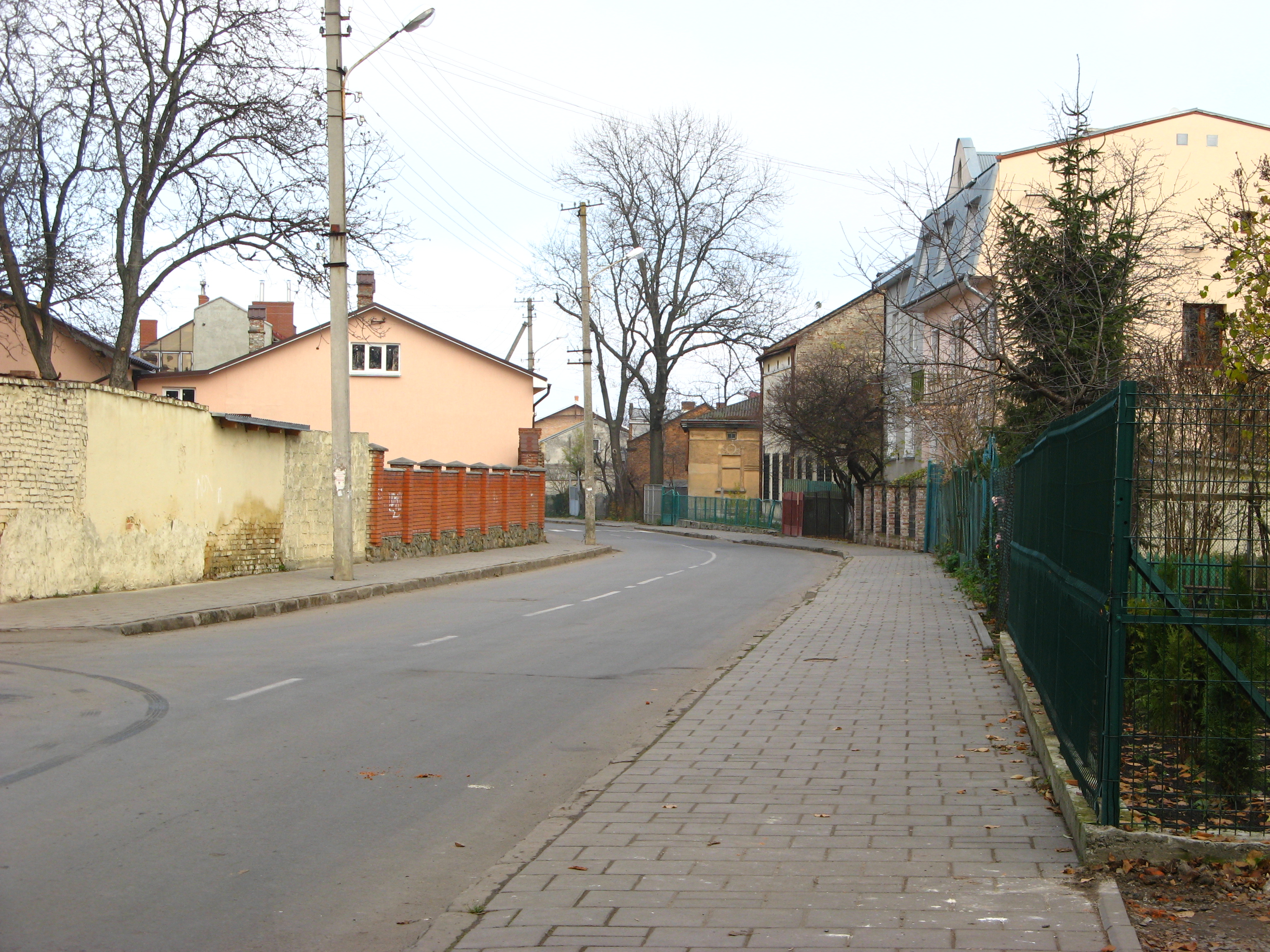
Західна частина вулиці